# Rimbach-près-Masevaux
Rimbach-près-Masevaux – miejscowość i gmina we Francji, w regionie Grand Est, w departamencie Górny Ren.
Według danych na rok 1990 gminę zamieszkiwało 456 osób, 27 os./km².